# Mormopterus
Mormopterus is een geslacht van vleermuizen uit de familie der bulvleermuizen dat voorkomt in verspreide gebieden over de hele wereld. Er zijn soorten op Cuba, in Peru en Noord-Chili, in Ethiopië, op Madagaskar, Réunion en Mauritius, op Sumatra, op Nieuw-Guinea en in Australië. De Afrikaanse geslachten Platymops en Sauromys, beide met slechts één soort, werden voorheen ook in Mormopterus geplaatst. Nog langer geleden werden de soorten van het geslacht in Tadarida geplaatst.

## Kenmerken
Mormopterus-soorten zijn kleine bulvleermuizen zonder bobbels aan de rand van de oren, zonder "gekreukelde" lippen en met een naakt gezicht, ietwat driehoekige oren en korte, smalle, puntige vleugels. Ze vliegen snel en recht en roesten in holle bomen of gebouwen. In de zomer of in de regentijd wordt er een enkel jong geboren.

## Soorten
Er zijn zo'n 7 soorten:
- acetabulosus-groep
  - Mormopterus acetabulosus (Mauritius, Ethiopië en mogelijk Zuid-Afrika)
  - Mormopterus doriae (Sumatra)
  - Mormopterus francoismoutoui (Réunion)
  - Mormopterus jugularis (Madagaskar)
- kalinowskii-groep
  - Mormopterus kalinowskii (Peru en Noord-Chili)
  - Mormopterus minutus (Cuba)
  - Mormopterus phrudus (Peru)